# Eugen Dammmüller
Carl Eugen Dammmüller (* 13. Juli 1865 in Dresden-Loschwitz; † 1942) war ein sächsischer Generalmajor.

## Leben
Eugen Dammmüller besuchte den sächsischen Kadettenkorps und wurde nach langjähriger Erziehung 1882 als Fähnrich dem Feld-Artillerie-Regiment Nr. 12 der sächsischen Armee übergeben. Er durchlief in dem Regiment zunächst eine typische militärische Laufbahn; avancierte 1884 zum Leutnant, 1890 zum Oberleutnant und 1896 zum Hauptmann und Batteriechef. 1901 wurde er in den Stab des Feld-Artillerie-Regiment Nr. 28 berufen und wurde 1903 unter Beförderung zum Major als Abteilungskommandeur in das Feld-Artillerie-Regiment Nr. 12 zurückversetzt. 1910 wurde er mit der Führung des Feld-Artillerie-Regiment Nr. 48 beauftragt und 1911 zu dessen Kommandeur ernannt, worauf noch seine Beförderung zum Oberstleutnant erfolgte.
Nach Ausbruch des Ersten Weltkrieges führte er unter Beförderung zum Oberst sein Regiment an die Front, musste aber schon 1915 aufgrund gesundheitlicher Probleme seinen Abschied nehmen. 1917 wurde er Kommandant des Offiziersgefangenenlagers Bischofswerda und erhielt noch im selben Jahr den Charakter eines Generalmajors.